# Tram TEB serie 21-24
I tram serie 21 ÷ 24 erano una serie di vetture tranviarie costruite a fine anni Venti per la TEB (Tramvie Elettriche Bresciane).

## Storia
Le 4 motrici erano state costruite per la linea Brescia-Salò-Gargnano nel 1928 dalla Carminati & Toselli, insieme a sei rimorchiate Casaralta.
Alla chiusura della linea (1954) motrici e rimorchiate furono acquistate dall'ATM di Milano, che demotorizzò tre motrici (matricole 21 ÷ 23) trasformandole in rimorchiate (immatricolate nella serie 227 ÷ 229), mentre la restante, rinumerata 84, fu equipaggiata con un pantografo e subì modifiche alla cassa e all'impianto elettrico per permetterle di captare la corrente alla tensione di 600 V.
Fu quindi impiegata sulle tratte Villa Fornaci-Vaprio e Villa Fornaci-Cassano d'Adda nelle ore di morbida, effettuando anche alcuni convogli verso Milano. Nel 1957 la 84 era assegnata al deposito di Gorgonzola, mentre le ex motrici demotorizzate erano assegnate nello stesso anno al deposito di Vimercate.
Con l'attivazione delle linee celeri dell'Adda (1968) la 84 fu adibita al traino dei treni cantiere (compito a cui era già stata adibita anche in precedenza) sulla tratta Gorgonzola-Vaprio e alle manovre nel deposito di Gorgonzola; con l'apertura della M2 fu trasferita a Milano, dove cessò l'esercizio nel maggio 1974 e fu demolita nel successivo mese di agosto; le rimorchiate ex motrici erano state accantonate già nel 1968.

## Caratteristiche tecniche
Le motrici erano spinte da 4 motori CGE CT 168 (gli stessi di alcune motrici ATM ad aderenza parziale) e carrelli Carminati & Toselli, poi sostituiti con quelli delle Desio. La modifica all'impianto elettrico si rese necessaria per permettere alla motrice di marciare a piena potenza anche sotto la tensione di 600 V (originariamente poteva marciare solo sotto linee a 1200 V cc).